# Porphyre (patriarche serbe)
Pour les articles homonymes, voir Porphyre.
Porphyre (en serbe : Porfirije ; en serbe cyrillique : Порфирије), né Prvoslav Perić le 22 juillet 1961 à Bečej (Serbie), est le 46e patriarche orthodoxe serbe de Peć, Métropolite de Belgrade et Karlovci.
Il est élu patriarche de l'Église orthodoxe serbe le 18 février 2021 et intronisé le lendemain, succédant ainsi à Irénée.

## Formation et parcours
Le jeune Prvoslav étudie à la faculté de théologie orthodoxe de l'université de Belgrade dont il sort diplômé en 1986. Un an avant, il avait été ordonné moine au monastère de Visoki Dečani, au Kosovo (à l'époque en Yougoslavie). Il devient par la suite abbé au monastère de Kovilj, puis métropolite de Zagreb et de Ljubljana. Après quelques années passées comme conférencier au département de psychologie pastorale de son université de formation, à Belgrade, il soutient avec succès en 2004, à l'université d'Athènes, une thèse portant sur la connaissance de Dieu par l'étude de saint Paul selon l'interprétation de Jean Chrysostome.
En 2005, il fonde « The Land of the Living », une communauté vouée à l'accueil et à l'aide aux jeunes souffrant d'addictions.
Élu le 18 février 2021, trois mois après la mort du patriarche Irénée des suites de la Covid-19, Prvoslav Perić devient le patriarche Porphyre (en serbe : Porfirije). Il est considéré comme proche du président Aleksandar Vučić et du pouvoir politique.